# Estadio Municipal de San Felipe
Estadio Municipal San Felipe är en fotbollsarena i San Felipe i regionen Valparaíso i Chile och är Unión San Felipes hemmaplan. Arenan tar 10 000 åskådare vid fullsatt och används i stort sett enbart av Unión San Felipe som spelar nästan alla sina hemmamatcher på arenan. När det är större matcher, såsom matcherna i Copa Sudamericana och Copa Libertadores, så flyttas matcherna till andra spelplatser. Under Copa Sudamericana 2010 spelade Unión San Felipe sina hemmamatcher på Estadio Santa Laura-Universidad SEK i Santiago. Arenan stod färdig 1958, två år efter att Unión San Felipe grundades.